# Pierwsza bitwa o Kraków
Bitwa pod Krakowem – bitwa na froncie wschodnim I wojny światowej stoczona pomiędzy wojskami austro-węgierskimi a rosyjskimi w dniach 16–28 listopada 1914, zakończona taktycznym sukcesem tych drugich.

## Geneza bitwy
Po przegranej bitwie galicyjskiej i zakończonej niepowodzeniem kontrofensywie w październiku, wojska austro-węgierskie znalazły się w odwrocie. Pomimo zapewnień, złożonych przed wybuchem wojny, niemiecki sojusznik nie udzielił znaczącego wsparcia wojskom Monarchii Habsurskiej – niemiecka obecność na froncie wschodnim sprowadzała się do obsadzenia linii na północ od Łodzi. Dowództwo austro-węgierskie, aby nie dopuścić do powstania luki między oddziałami własnymi i niemieckimi, przerzuciło 2 Armię na odcinek pomiędzy Częstochową a Łodzią, osłabiając i tak wątłe siły w rejonie Krakowa i Karpat.
Dowództwo rosyjskie, którego oddziały parły na zachód, brało pod uwagę możliwość austro-węgierskiej ofensywy wyprowadzonej z Twierdzy Kraków. By zabezpieczyć swoje lewe, którego celem był Śląsk, postanowiono częściowo zablokować Twierdzę Kraków od północy i północnego-wschodu. Do tego zadania dowodzący rosyjską 9. Armią generał Płaton Leczicki oddelegował XVIII i XXV Korpus Armijny, nakazując 16 listopada 1914 roku wojskom rosyjskim zająć linię blokady Krakowa: Wola Kalinowska - Kozierów - Folwark Tarczówek - Luborzyca - Czulice - Czernichów - Igołomia. W dniu wydania rozkazu XVIII Korpus Armijny znajdował się kilkadziesiąt kilometrów od wyznaczonych pozycji, stąd tymczasowo jego odcinek obsadzili żołnierze rosyjskiej 1 Dywizji Gwardii, wsparci przez kozaków z 1 Dońskiej Dywizji Kozaków. Poza ogólnym celem osłony lewego skrzydła wojsk prących w kierunku Śląska, armia rosyjska blokująca Kraków nie zamierzała szturmować Twierdzy Kraków z kilku powodów: 
1. Rosyjska 9. Armia nie dysponowała wystarczającymi siłami by całkowicie zablokować miasto.
2. Carska artyleria cierpiała na niedostatki amunicji, które były na tyle znaczne, że otrzymała zakaz jej użycia do ostrzału nękającego i walki kontrbateryjnej. Na ostrzał wojsk austro-węgierskich zezwalano jedynie w przypadku bezpośredniego ataku na rosyjskie pozycje. 
3. Lewe skrzydło 9. Armii nie dysponowało ciężkimi działami mogącymi poważnie zagrozić krakowskim fortom. Trzon carskiej artylerii stanowiły armaty kalibru 76,2 mm i haubice kalibru 122 mm. 
4. Doświadczenia z pierwszego oblężenia Przemyśla, które wykazały nieefektywność szturmów na forty bez odpowiedniego wsparcia artylerii.

## Bitwa
Austro-węgierska 4. Armia 16 listopada wyszła z Twierdzy Kraków, rozpoczynając uderzenie mające przełamać lewe skrzydło rosyjskiej 9. Armii. Osiągane postępy okazały się dużo mniejsze niż zakładało austro-węgierskie dowództwo. Mimo ograniczonych sukcesów terenowych, spotęgowanych przez wykonanie 20 listopada 1914 roku desantu na Nowe Brzesko i przerzuceniu na lewy brzeg Wisły kilku batalionów piechoty po tymczasowej przeprawie w Sierosławicach, wojska austro-węgierskie nie zdołały rozbić lewego skrzydła rosyjskiej 9. Armii, której z pomocą przyszła sąsiednia rosyjska 3. Armia. Stosunkowo świeże siły 3. Armii przeszły do działań ofensywnych, spychając oddziały austro-węgierskie w kierunku Krakowa. Dodatkowo zluzowały z frontu pododdziały rosyjskiej 9. Armii znajdujące się na wschód od rzeki Dłubni. Znaczniejsze ruchy wojsk ustały 28 listopada 1914 roku, kiedy ostatnie pododdziały austro-węgierskiej 4. Armii wycofały się pod osłonę Twierdzy Kraków, a rosyjska 3. Armia przejęła odpowiedzialność za front znajdujący się na wschód od rzeki Dłubni. Austro-węgierska 4. Armia nie zdołała przełamać lewego skrzydła rosyjskiej 9. Armii i odrzucić Rosjan od Krakowa na tyle daleko, by wspomóc działania sąsiedniej 1. Armii na Wyżynie Krakowsko-Częstochowskiej. Fiasko austro-węgierskiej akcji zaczepnej, w zablokowaniem Krakowa rosyjską blokadą od północy i wschodu oznaczało taktyczne zwycięstwo wojsk rosyjskich, które nie dopuściły do przełamania frontu pod Krakowem, co poskutkowałoby załamaniem frontu na Wyżynie Krakowsko-Częstochowskiej. W bitwie pod Krakowem wzięło udział blisko 300 tys. żołnierzy.
Austro-węgierskie oddziały pobite w bitwie pod Krakowem po jej zakończeniu zostały przerzucone na południe i południowy wschód od Twierdzy Kraków, gdzie wsparte niemiecką 47 Rezerwową Dywizją Piechoty wzięły udział w operacji limanowsko-łapanowskiej.

## Galeria

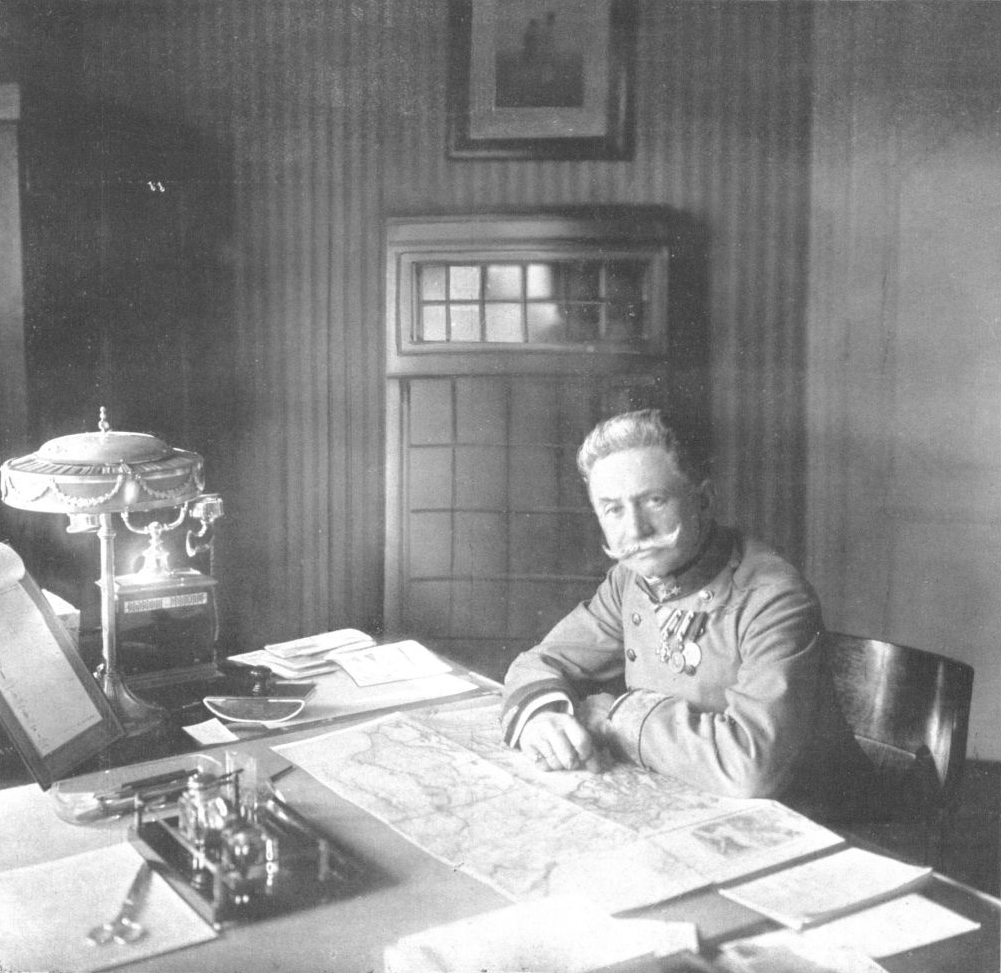
Marszałek polny Franz Conrad von Hötzendorf – szef sztabu generalnego armii austro-węgierskiej.
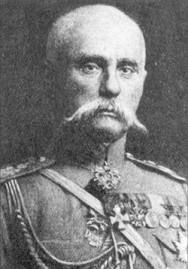
Generał Płaton Leczicki - dowódca 9 Armii Imperium Rosyjskiego blokującej Kraków w listopadzie 1914 roku.
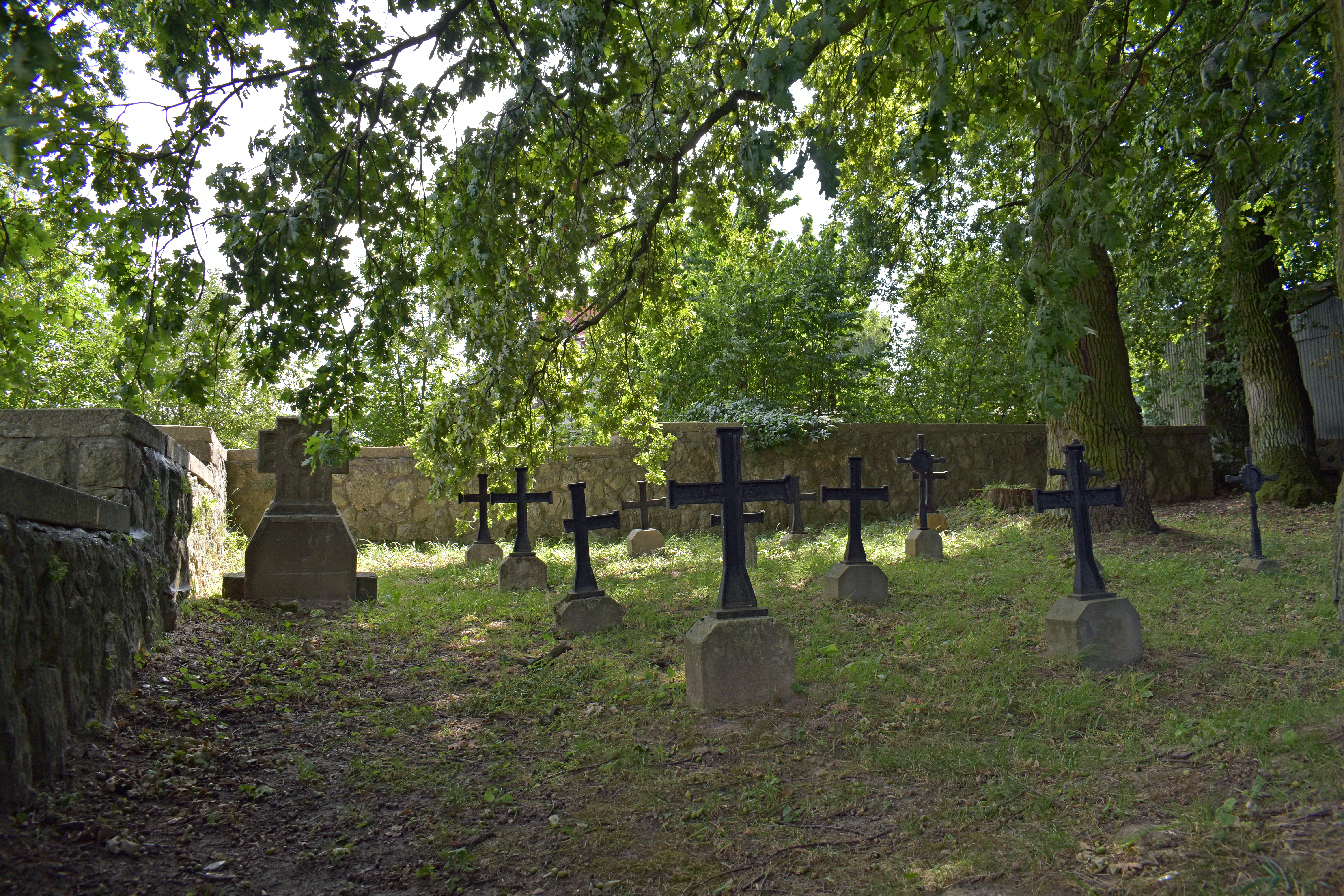
Cmentarz wojenny Nr 391 w Kocmyrzowie, na którym pochowani są żołnierzy Austrii, Węgier i Rosji polegli w czasie bitwy pod Krakowem.

## Patrz też
- Druga bitwa o Kraków
- Pomnik na Wzgórzu Kaim